# Костешово
Костешово — деревня в Козельском районе Калужской области. Входит в состав Сельского поселения «Село Покровск».

## География
Костешово расположено на левом берегу реки Клютома, на противоположном берегу реки деревня — Заречье, примерно в 3 км к юго-востоку от села Покровск.

## Население
| 2002 | 2010 |
| ---- | ---- |
| 16   | ↗17  |

## Инфраструктура
Личное подсобное хозяйство с зоной сельскохозяйственного использования, индивидуальная застройка усадебного типа.

## Транспорт
Просёлочные дороги.